# Famille von Haugwitz
La famille von Haugwitz est le nom d'une vieille famille noble largement ramifiée originaire de Meissen. Depuis le Moyen Âge, les seigneurs de Haugwitz ont vécu en Saxe, en Silésie, en Bohême, en Moravie, dans le comté de Glatz, en Lusace et plus tard aussi en Prusse-Orientale. Ils sont apparentés en termes de tribu et d'armoiries à la famille von Rechenberg.

## Histoire
À l'origine, les Haugwitz sont probablement originaires de Saxe. Des légendes font remonter leur origine à la noblesse franque de l'époque carolingienne. Ils apparaissent pour la première fois dans des documents en 1225 avec Sifridus de Hugwitz et commencent leur lignée en 1474 avec Matthäus von Haugwitz.
On suppose que le siège de la famille est l'actuel Haubitz près de Borna, qui est mentionné pour la première fois dans un document en 1350 sous le nom de Hugewicz Relativement proche se trouve Haubitz bei Grimma, qui est également associé aux Haugwitz.

Besitzungen derer von Haugwitz
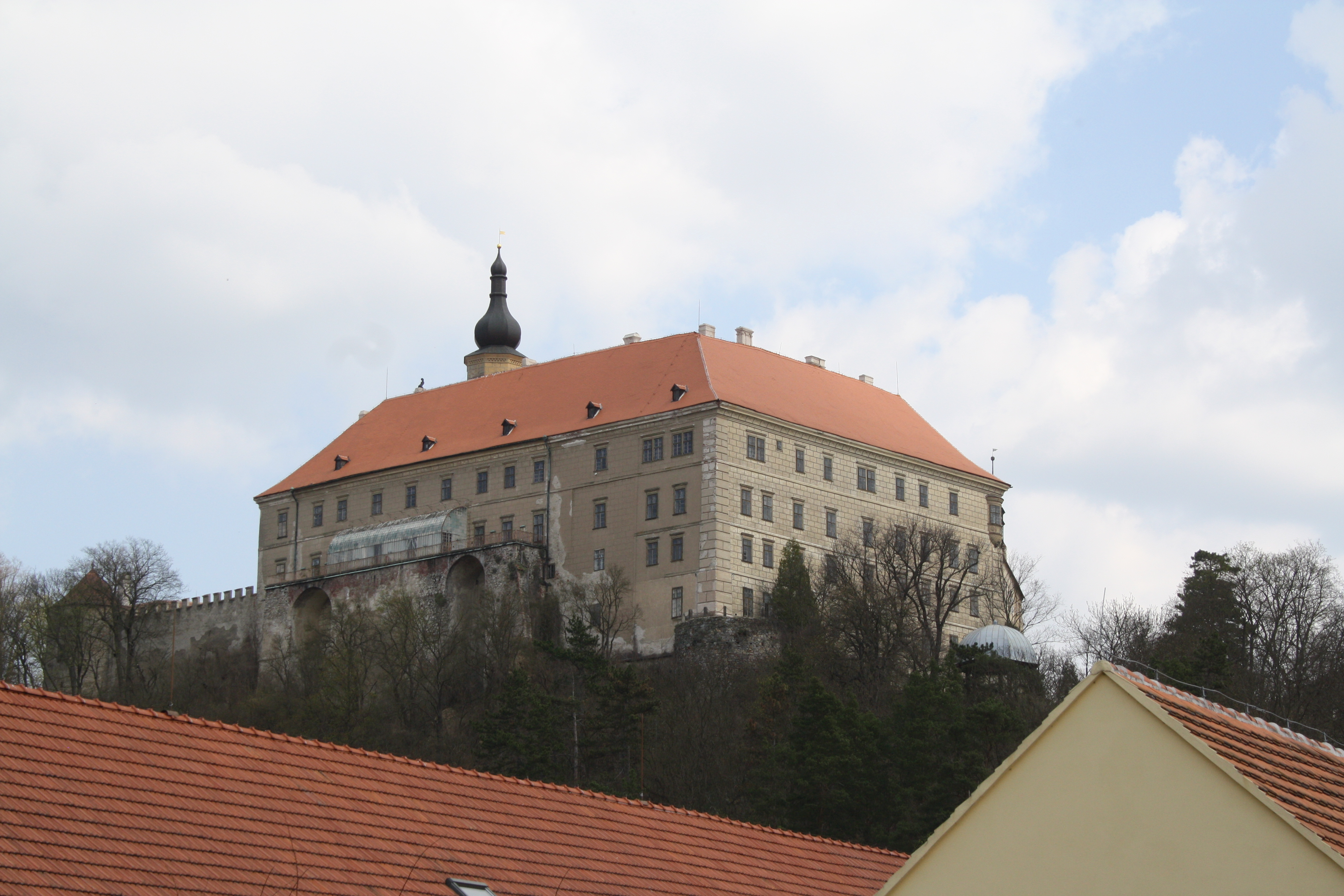
Château de Namiest-sur-Oslawa (de), République tchèque
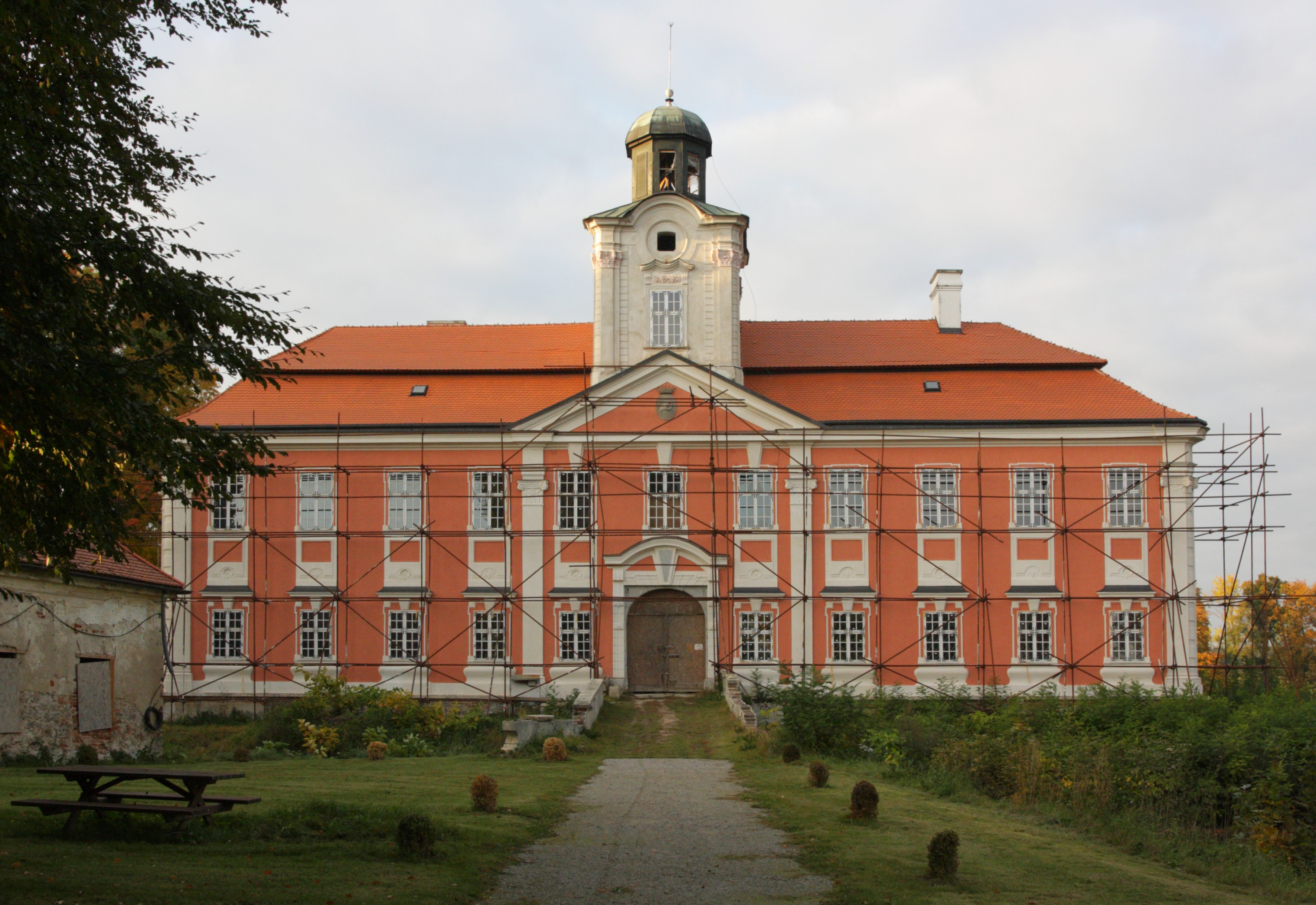
Château d'Ossowa (de), République tchèque
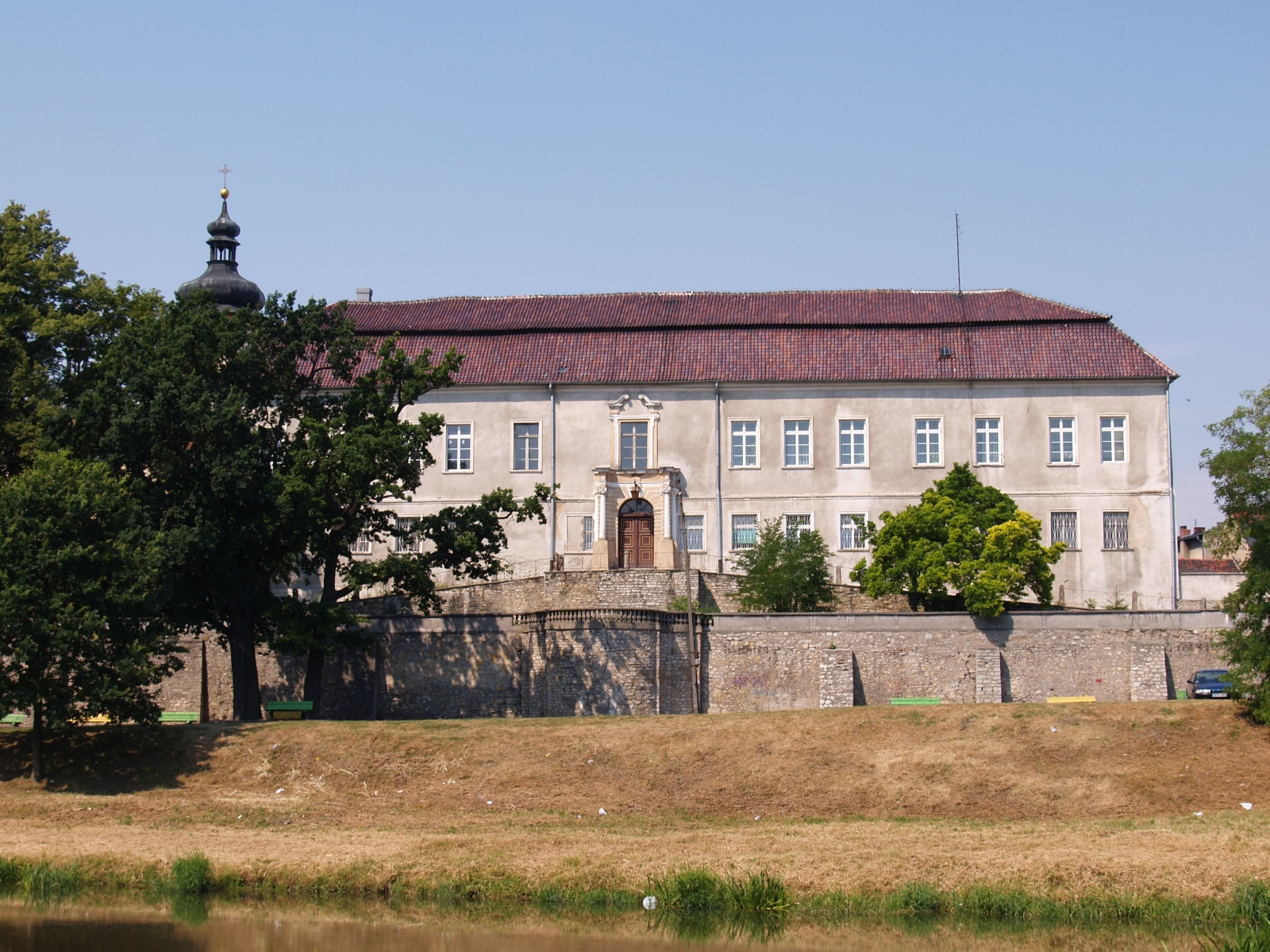
Château de Krappitz (de), Krappitz, Haute-Silésie

Les branches moraves de la famille, vivant à Namiest (château de Náměšť nad Oslavou (de)) et Kojetín, sont élevées au rang de comtes au XVIIIe siècle. En 1797, cette lignée acquit la seigneurie d'Ossowa (de) avec Rojetin, qui reste en leur possession jusqu'en 1945. Pendant un certain temps, ils possèdent également le château de Bouzov (de). Après la mort des comtes de Daun (de) en 1904, les comtes von Haugwitz héritèrent de leur grand complexe de biens en Moravie, qu'ils vendent en raison de conflits d'héritage.
En Silésie, les Haugwitz moraves détiennent la seigneurie de Krappitz de 1769 à 1945. Cette dernière comprend le château de Lehnhaus (de) à Lähn am Bober de 1827 à 1945 et le château de Schlawa (de) de 1886 à 1945.
En Prusse-Orientale, la famille possède des domaines à Heinrichswalde, où sont principalement élevés des Trakehners.
Aujourd'hui, des représentants de la lignée comtale vivent en Allemagne, en Autriche, au Canada et aux États-Unis.

### Haugwitz-Hardenberg-Reventlow

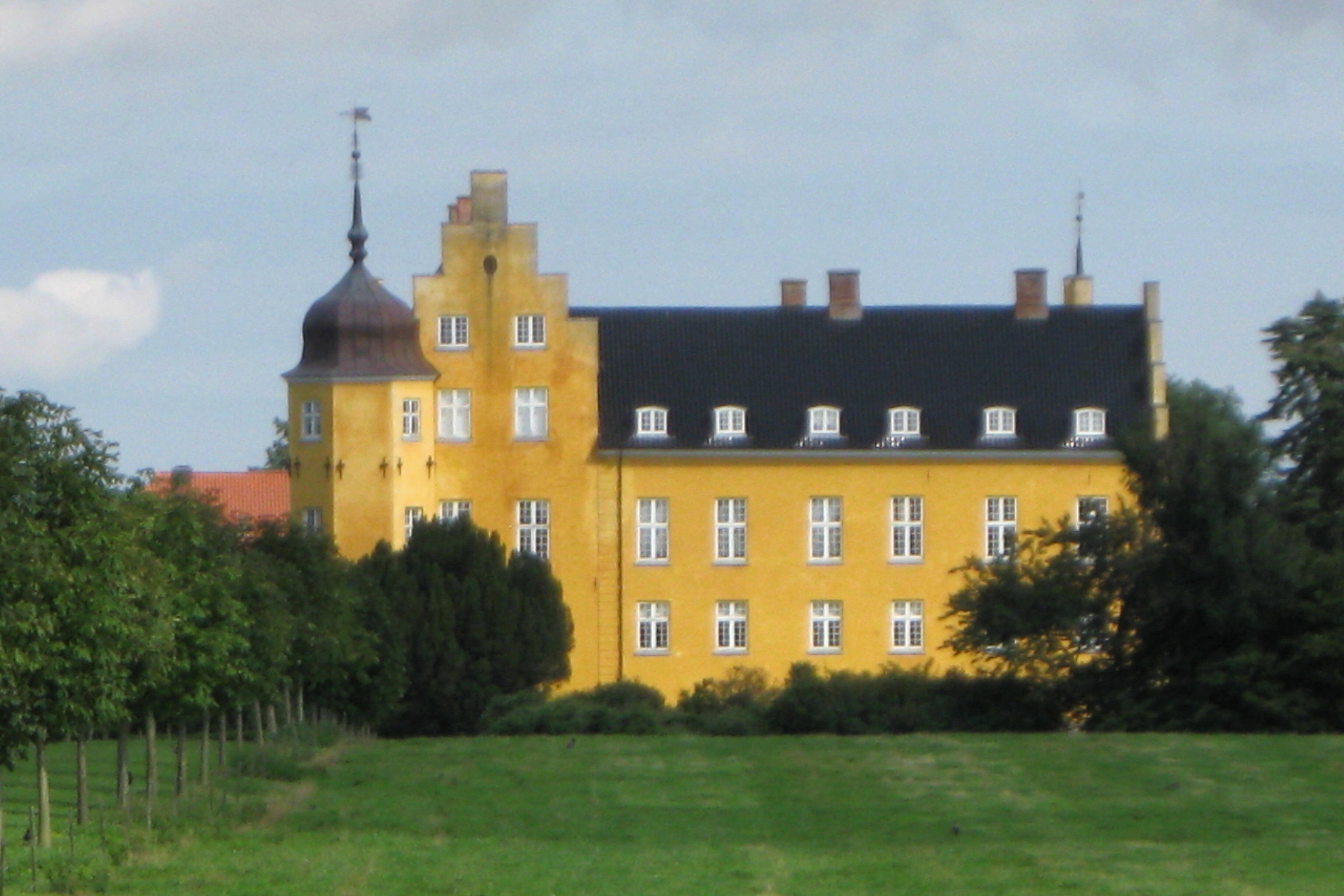
Krenkerup

Par résolution royale danoise du 1er octobre 1885 le comte Kurt von Haugwitz (de) (1816-1888), compte tenu du droit à l'héritage de son épouse Lucy, née princesse de Schönaich-Carolath (de) (1822-1903) sur le domaine de Krenkerup, Radsted Sogn (da) sur l'île de Lolland et le comté féodal danois de Hardenberg-Reventlow (via sa grand-mère Lucie von Hardenberg (de) et sa mère Adelheid von Carolath-Beuthen (de)), est admis au rang de comte danois pour lui-même et ses descendants sous le nom et les armoiries augmentées de Haugwitz Hardenberg Reventlow.

## Possessions dans le comté de Glatz
Le siège ancestral de la branche bohémienne de la famille dans le comté de Glatz est le domaine d'Oberpischkowitz, qui appartient à la seigneurie de Pischkowitz, mentionné en 1361 sous le nom de "Biskupicz". Le premier propriétaire connu sous son nom est Otto von Haugwitz en 1346, qui est marié à Gertrud von Pannwitz, qui devient ainsi propriétaire de Friedersdorf. Les membres de cette branche de la famille occupent de nombreuses fonctions royales et impériales. Wenzel von Haugwitz est de 1441 à 1454 sous-capitaine du gouverneur de Glatz Hynek Kruschina von Lichtenburg (de). De 1686 à 1691, Heinrich von Haugwitz occupe le poste d' administrateur provincial au gouvernement provincial et Franz Anton von Haugwitz est gouverneur provincial de 1741 à 1742.
D'autres possessions du comté de Glatz sont , entre autres Birgwitz, Dürrkunzendorf, Gabersdorf, Gellenau, Hausdorf, Koritau, Möhlten, Niedersteine et Tuntschendorf.

## Armes

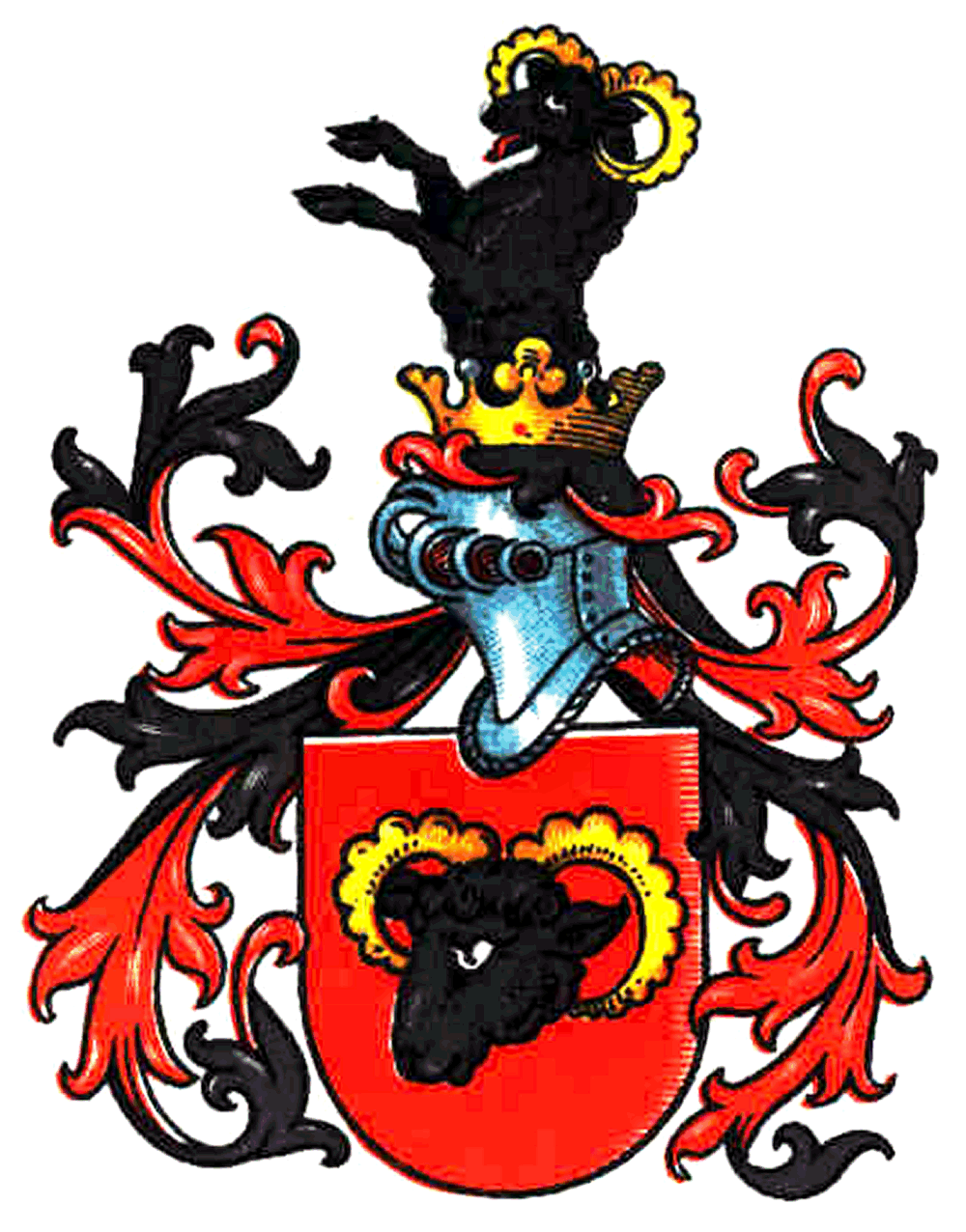
Armoiries de la famille von Haugwitz

Le blason montre en rouge une tête de bélier (de) noire tournée vers la droite avec des cornes dorées. Sur le casque avec des lambrequins rouges et noirs du bélier en croissance. La famille et les armoiries Haugwitz sont apparentées à la famille von Rechenberg.

Wappen
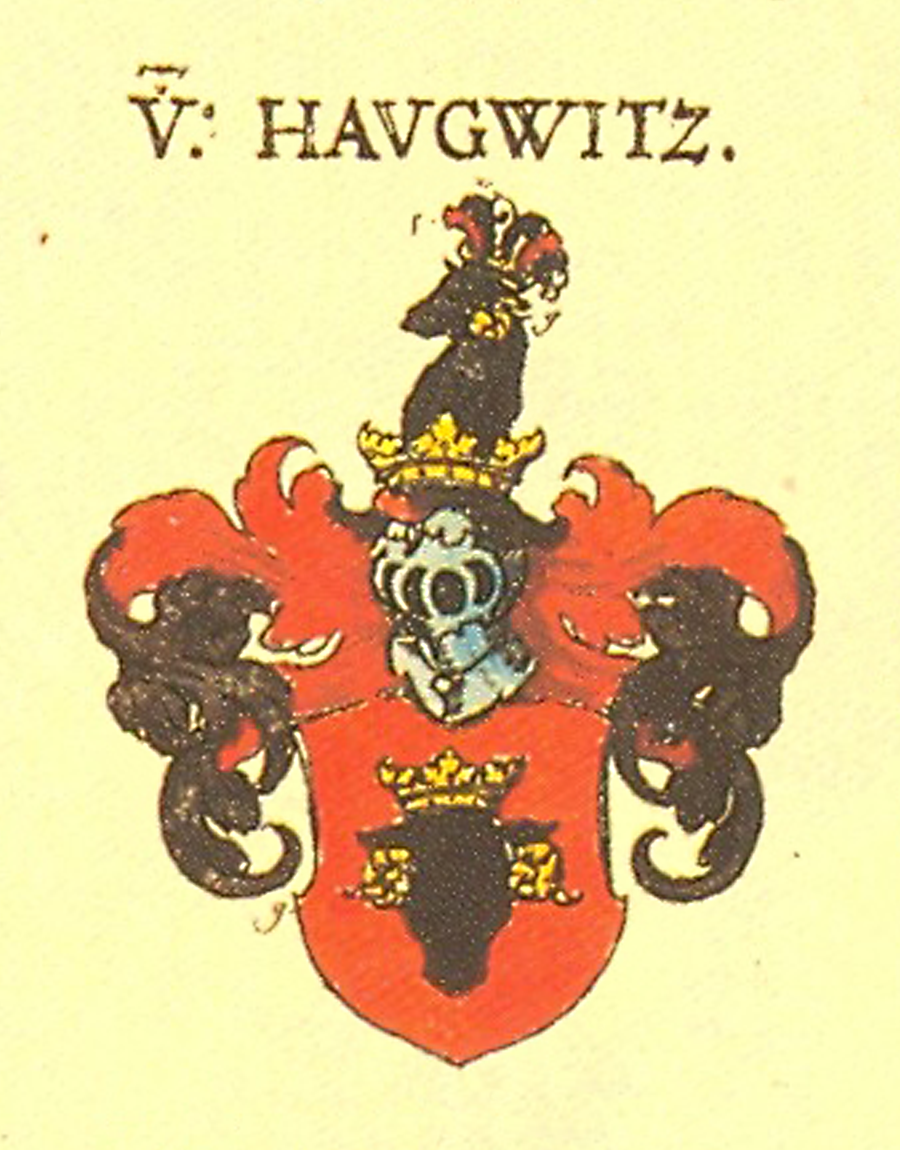
Armoiries de la famille Meissen von Haugwitz dans les armoiries de Siebmacher de 1605
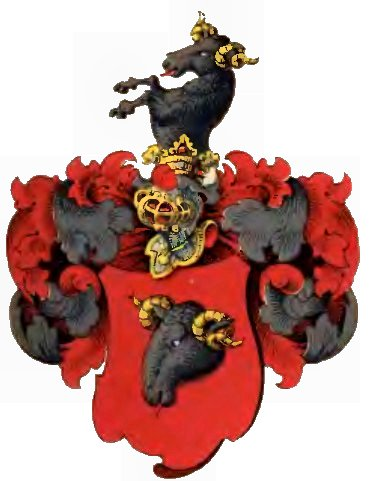
Armoiries des von Haugwitz silésiens
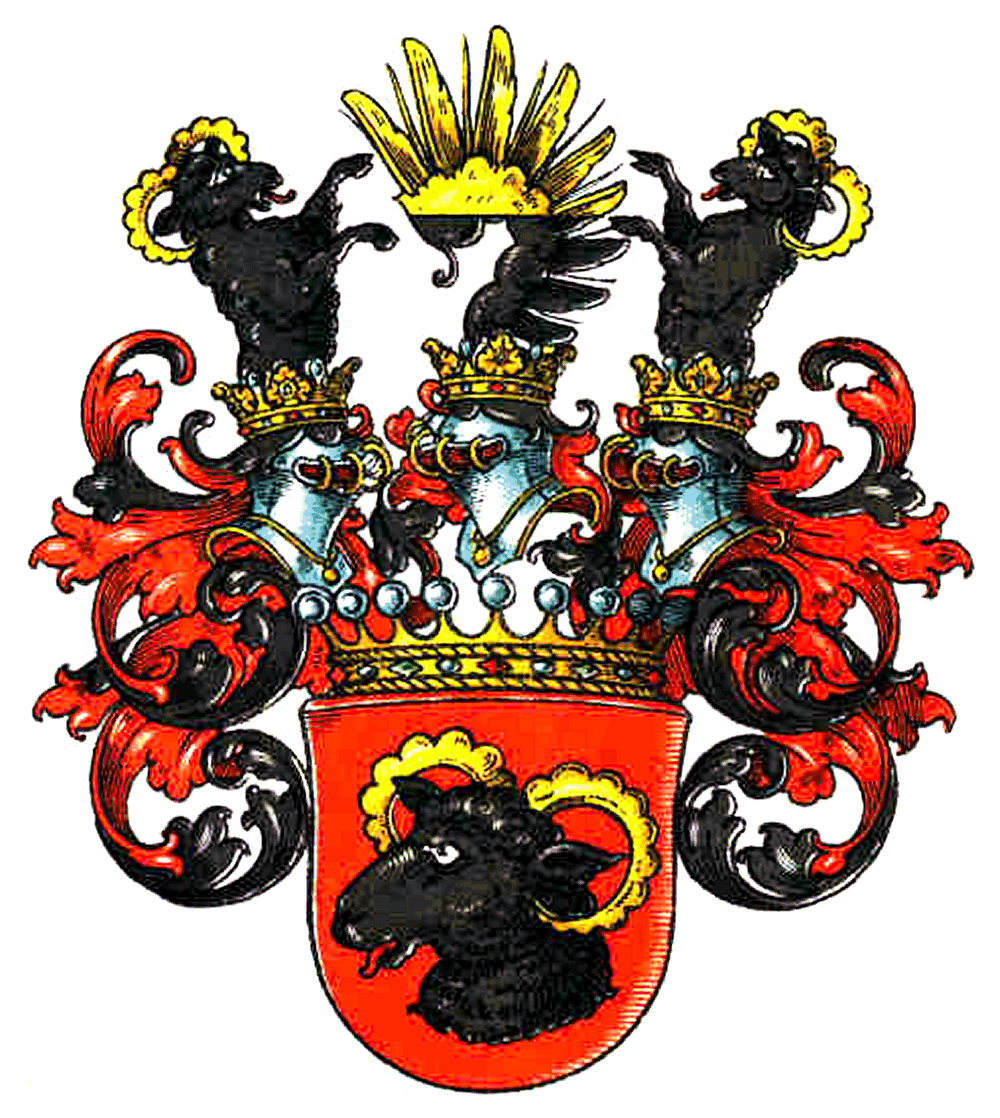
Armoiries des comtes de Haugwitz dans le livre armorial de Silésie

## Personnalités
- Georges de Haugwitz (de) (mort en 1463), évêque de Naumbourg (de), son prédécesseur Pierre de Schleinitz (de) est souvent attribué à tort à la famille von Haugwitz
- Jean IX de Haugwitz (de) (1524-1595), évêque de Meissen
- Anna Margareta von Haugwitz (de) (1622–1673) de Calbe, devient l'épouse du général suédois Carl Gustaf Wrangel en 1640 et devient célèbre en tant que « comtesse de Salmis ».
- Friedrich Adolph von Haugwitz (de) (1637–1705), maréchal électoral de la Haute Cour de Saxe, véritable conseiller privé, conseiller privé de guerre et directeur des impôts
- August Adolph von Haugwitz (de) (1647-1706), dramaturge baroque lusacien
- Hans Adolph von Haugwitz, gouverneur de la Haute-Lusace et administrateur du château d'Hoyerswerda (de), propriétaire du manoir d'Ober- et Nieder-Spremberg (1660-1668), crypte seigneuriale dans le cimetière près de l'église du village de Spremberg (de) n'existe plus
- Friedrich Wilhelm von Haugwitz (1702-1765), homme d'État et fonctionnaire
- Christian von Haugwitz, à partir de 1786, comte von Haugwitz (1752–1832), juriste prussien, homme d'État et diplomate
- Otto von Haugwitz (de) (1767–1842), traducteur et poète
- Heinrich Wilhelm von Haugwitz (1770–1842), seigneur de Namiest, mécène de musique[5]
- Karl von Haugwitz (1771-1844), écrivain
- Eugen Wilhelm von Haugwitz (de) (1777–1867), lieutenant maréchal autrichien et général
- Hans Ernst von Haugwitz (1780-1843), directeur paysagiste et administrateur d'arrondissement
- Luise von Haugwitz (de) (1782–1855), née von Rohr, écrivain
- Paul von Haugwitz (de) (1791–1856), lieutenant-colonel et écrivain, adjudant de Tauentzien von Wittenberg et du comte Yorck
- Ernst von Haugwitz (de) (1802–1880), propriétaire et administrateur de l'arrondissement de Görlitz
- Kurt von Haugwitz (de) (1816-1888), propriétaire terrien, administrateur de l'arrondissement d'Oppeln (de) et député de la chambre des seigneurs de Prusse
- Friedrich von Haugwitz (de) (1834-1912), lieutenant général prussien
- Heinrich von Haugwitz (de) (1844-1927), propriétaire de manoir et député de la chambre des seigneurs de Prusse
- Alfred von Haugwitz (de) (1854-1924), général d'infanterie prussien
- Lance Reventlow, en fait Lawrence comte von Haugwitz-Hardenberg-Reventlow (1936-1972), pilote automobile américain